# Не дај ме, мајко
Не дај ме, мајко је назив петог албума Мире Шкорић. Објавила га је Продукција Стиг 1993. године као ЦД и касету. Овај албум се сматра најбољим албумом у каријери Мире Шкорић и једним од најбољих албума фолк дискографије, будући да су свих дванаест песама постале велики хитови. Продуцент албума и композитор већине песама је Злаја Тимотић, а осим њега, сарадници су и Миша Мијатовић, Весна Петковић, Драган Брајовић Браја и Рођа Раичевић. ПГП РТС је песму Манастир уврстио међу педесет најлепших фолк песама. Албум је пратила турнеја по већим градовима Србије, која је завршена Мириним првим београдским концертом, одржаним у Хали спортова, јануара 1994. године.

## Песме на албуму
| Песма                     | Композитор            | Текстописац           |
| ------------------------- | --------------------- | --------------------- |
| Не дај ме, мајко          | Злаја Тимотић         | Весна Петковић        |
| Као лед се истопим        | Рођа Раичевић         | Драган Брајовић Браја |
| Манастир                  | Миша Мијатовић        | Весна Петковић        |
| Страх од љубави           | Злаја Тимотић         | Драган Брајовић Браја |
| Ти си к'о и ја            | Злаја Тимотић         | Драган Брајовић Браја |
| Сва чуда да се догоде     | Злаја Тимотић         | Драган Брајовић Браја |
| Откачи                    | Злаја Тимотић         | Весна Петковић        |
| Покушаћу ја, покушај и ти | Злаја Тимотић         | Драган Брајовић Браја |
| Брига мање                | Драган Брајовић Браја | Драган Брајовић Браја |
| Танана, Милена            | Злаја Тимотић         | Драган Брајовић Браја |
| Ватра                     | Злаја Тимотић         | Драган Брајовић Браја |
| Низ вене ми тихо течеш    | Миша Мијатовић        | Весна Петковић        |

## Информације о албуму
- Продуцент и аранжер: Злаја Тимотић
- Снимано: студио "Пинк" јун-јул 1993.
- Пратећи вокали: Вања Павловић, Соња Митровић Хани
- Гитаре: Тонко Живановић
- Виолине: Перица Васић
- Тон-мајстори: Злаја Тимотић, Жељко Митровић
- Фотографије: Марио Бралић

## Спотови
- Не дај ме, мајко
- Као лед се истопим
- Откачи
- Ти си к'о и ја